# 国立巴黎高等矿业学校

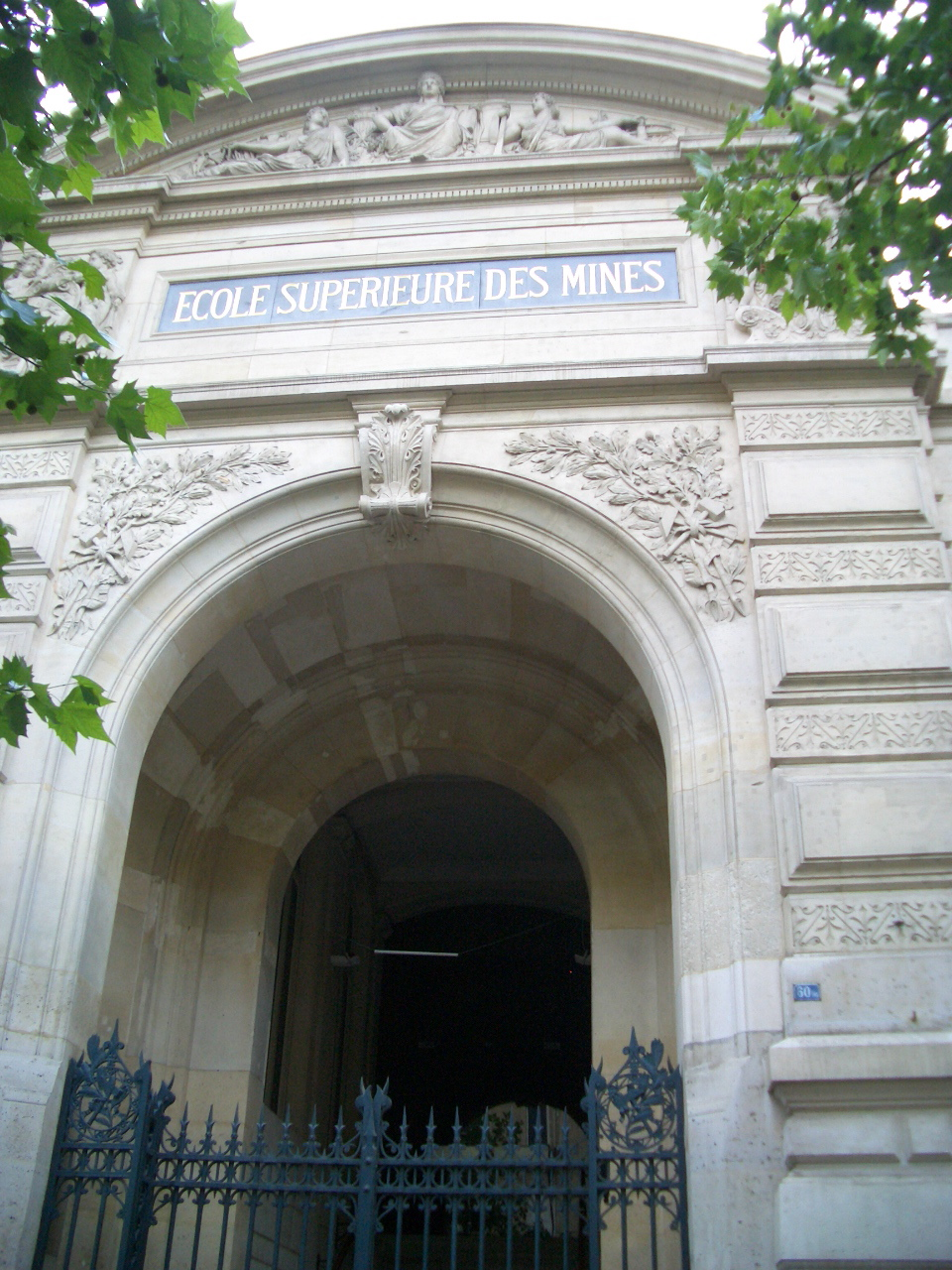
巴黎高科矿业学院

巴黎高科矿业学院（Mines ParisTech）是法国一所工程师学校，由国王路易十六于1783年颁布谕令建立，旨在培养“矿业人才的领袖”。然而随着岁月流逝、科技的进步和社会的转型，它培养矿业工程师的初衷逐渐演变，成为一所培养“通用”（généraliste）工程师的多学科交叉的学校。

## 相关

### 能源、工艺、材料
- 材料成型中心
- 能源及工艺中心
- 材料科学中心
- 固体力学实验室

### 应用数学、信息科学、自动化
- 数学形态学
- 机器人
- 地质统计
- 信息研究
- 自动化与系统
- 应用数学

### 环境与地球科学
- 工程地质中心
- 地质信息中心
- 地质技术及地下开采中心
- 地球物理中心

### 经济与社会科学
- 工业经济
- 管理科学
- 创新的社会学